# TOC primariamente obsesivo
El trastorno obsesivo-compulsivo primariamente obsesivo (también conocido como TOC obsesivo puro) es una forma menos conocida del TOC. Las personas con TOC obsesivo puro tienden a sufrir a diario mucho estrés, e incluso pánico en algunos casos, debido a la angustia que genera la falta de control de sus pensamientos intrusivos, que consisten sobre todo en repeticiones y rumiaciones excesivas (repetir mentalmente frases o palabras que han dicho, revisar de manera compulsiva listas mentales, hacer recuentos de manera compulsiva, contar objetos, reflexionar de manera excesiva y desproporcionada sobre inquietudes, etc.). A diferencia de aquellos con la forma típica del TOC (comprobadores, lavadores, etc.), su naturaleza es mayoritariamente cognitiva y por tanto apenas visible. Estos pensamientos pueden ser desencadenados o bien de manera espontánea o bien por factores externos como cosas que escuchan, ven, etc., creando un gran malestar en los afectados. Muchas veces recurren a la evitación mental, pero a largo plazo es en vano, pues los pensamientos intrusivos siempre pueden volver en cualquier momento.

## Obsesiones comunes
El TOC obsesivo puro ha sido llamado «una de las formas más angustiantes y desafiantes de TOC». Las personas con este tipo de TOC suelen tener pensamientos indeseados frecuentemente y los pensamientos típicamente se centran en un miedo a que hagas algo totalmente impropio de ti o algo potencialmente fatal para ti u otros. Los pensamientos suelen tratar sobre agresividad, moralidad, religión o sexualidad. Los síntomas más frecuentes en
los sujetos obsesivos son: obsesiones  de  perfeccionismo,  dudas obsesivas,  rituales  de  comprobación, repetición y repetición mental.
Es decir, predominan síntomas que
ocurren a un nivel encubierto,  lo
cual dificulta la detección, evaluación y tratamiento del problema.
Los tipos de obsesiones varían mucho, pero el tema central para todos los que sufren es la aparición de un pensamiento perturbador intrusivo, una pregunta, una imagen mental no deseada o inadecuada, o un impulso aterrador que provoca en la persona una ansiedad extrema, ya que es egodistónico, es decir, contrario a la personalidad o a los valores personales o morales. Los temores asociados con el TOC principalmente obsesivo tienden a ser mucho más personales y aterradores de lo que son los temores de una persona con TOC tradicional. Los temores de TOC obsesivo puro por lo general se centran en escenarios devastadores en los que el paciente siente que arruinaría su vida o la vida de los que le rodean. Un ejemplo de esta diferencia podría ser que alguien con TOC tradicional está demasiado preocupado o preocupada por la seguridad o la limpieza. Si bien esto sigue siendo preocupante, no está en el mismo nivel que una persona con TOC obsesivo puro, que puede estar aterrorizada por haber sufrido un cambio radical en su sexualidad (es decir: que podría ser o podría haberse convertido en un pedófilo), que podría ser un asesino o que pueda causar cualquier tipo de daño a una persona o algún ser querido, o a sí mismos, o también pueden pensar que están volviéndose locos.
Ellos entienden que estos temores son improbables o incluso imposibles, pero la ansiedad que sienten hará que las obsesiones parezcan reales y significativas. Mientras que los que no tienen TOC principalmente obsesivo podrían responder instintivamente a los pensamientos o impulsos tratándolos como insignificantes y parte de una variación normal en la conducta humana, alguien con TOC obsesivo puro responderá alarmándose excesivamente e intentará neutralizar el pensamiento o evitar tenerlo de nuevo. La persona comienza a preguntarse constantemente "¿Soy realmente capaz de hacer algo así?" o "¿Podría esto realmente suceder?" o "¿Soy así realmente?" (en general se dan cuenta de que su miedo es irracional, lo que les provoca aún más angustia) y pone gran esfuerzo en resolver dejar de tener un pensamiento no deseado. Entonces, acaban en un círculo vicioso mental tratando de obtener tranquilidad u obtener una respuesta definitiva.
Las obsesiones suelen tratar sobre estos temas:
- Responsabilidad: Preocupación excesiva sobre el bienestar de alguien marcado específicamente por la culpa al creer que han hecho daño o podrían dañar a alguien, ya sea a propósito o sin querer.[2]
- Sexualidad: Dudas recurrentes sobre la orientación sexual. Las personas con este tema muestran un conjunto muy diferente de síntomas que aquellos de hecho experimentando una crisis real. Una diferencia importante es que personas con este tipo de obsesiones dicen haberse sentido atraídas sexualmente antes del inicio de las obsesiones hacia personas del sexo opuesto (en el caso de que sean heterosexuales) o del mismo sexo (en caso de que sean homosexuales) o ambos (si son bisexuales). Mientras que personas homosexuales o bisexuales dicen haber tenido siempre tales atracciones hacia personas del mismo sexo[3] La pregunta "¿Soy gay?" se plantea de forma patológica. También pueden haber obsesiones sobre pedofilia, necrofilia, zoofilia, incesto o cualquier otra parafilia.
- Violencia: Implica un miedo constante de hacer daño voluntariamente o sin querer a uno mismo o a otras personas.
- Religión y moralidad: Pensamientos intrusivos o los impulsos que suelen tratar de temas blasfemos y sacrílegos.[4][5]
- Salud: Miedo de tener o contraer una enfermedad (no debe confundirse con hipocondría) a través de lo que parece un medio imposible (por ejemplo, tocando un objeto que acaba de ser tocado por alguien con una enfermedad) o no fiarse de una prueba de diagnóstico.[4][5]
- Obsesiones sobre relaciones (ROCD): Alguien que tiene una relación romántica intentó repetidamente verificar que está realmente enamorado o que su pareja realmente le ama. Incluye pensamientos obsesivos como: "¿Cómo sé que esto es realmente amor?" o "¿Estoy enamorado con esta persona o es simplemente lujuria?".
- Locura y psicopatía: El paciente cree que está volviéndose loco o cree que está perdiendo los sentimientos y se está convirtiendo en un psicópata.
- Meta : Aunque no esté incluido en el DSM-5, algunos expertos sugieren que el TOC meta es una manifestación del propio trastorno. Incluye pensamientos que cuestionan la validez del propio diagnóstico, como por ejemplo '¿Y si en realidad estoy exagerando mis síntomas?' o '¿Estoy fingiendo para llamar la atención?'. Esta forma de obsesión gira en torno a la autenticidad de los propios pensamientos y compulsiones, aunque debido a las múltiples manifestaciones del TOC puro, dentro de esta categoría se inscriben un amplio abanico de pensamientos intrusivos recurrentes, no solo de la veracidad del diagnóstico, sino también acerca del impacto de las compulsiones en el día a día, el grado de control sobre el trastorno, entre otros. [6]
- Otros: Necesidad de saber o memorizar información, obsesión con decir la cosa más adecuada o correcta (perfeccionismo), necesidad de simetría o exactitud, releer o reescribir.

Debido a su complejidad, estos sólo son algunos ejemplos. El TOC puramente obsesivo puede tomar cualquier temática.

## Compulsiones mentales
- Dudas patológicas: Esto se ve en la mayoría de los temas y es casi patognomónico de la enfermedad. La persona se aferra a la más mínima duda o preocupación y monta un lío enorme. Parte de ellos sabe que esto es estúpido pero no puede parar. Esto entonces se convierte en un sinfín de reflexiones sobre las dudas para tratar de llegar a una "solución", pero nunca llegan a la solución correcta.
- Tratar de contrarrestar o neutralizar los pensamientos negativos con pensamientos positivos.
- Resistencia: Tratar de controlar la intensidad un pensamiento obsesivo. A medida que la enfermedad empeora, la capacidad de resistir disminuye, y en algunos casos, no hay resistencia en absoluto. En estos casos, las obsesiones, básicamente, se han apoderado de la mente, y la resistencia ha sido derrotada. No tratar de detener los pensamientos se asocia a una peor enfermedad. En casos muy graves, cualquier intento de detener los pensamientos, incluso durante segundos o minutos, es completamente inútil porque los pensamientos son demasiado poderosos.
- Tratar de averiguar qué tipo de persona es (por ejemplo, cuestionar su propia moralidad).
- Intentar distraerse a sí mismo para no poder pensar.
- Tranquilizarse a uno mismo (por ejemplo, diciéndose a sí mismo: "Yo nunca haría eso.").
- Repetir ciertos pensamientos, frases o palabras en su cabeza o rezar repetidamente.
- Analizar excesivamente la propia conducta y tratar de hacer las cosas con normalidad.
- Hacer preguntas a otros y buscar la confirmación de la duda.
- Repasar mentalmente conversaciones, recuerdos o analizar el comportamiento y frases de otras personas para averiguar su significado.

## Diagnóstico y tratamiento
Los que sufren de TOC principalmente obsesivo podrían parecer normales y de alto funcionamiento, sin embargo, pasan una gran cantidad de tiempo rumiando, tratando de resolver o contestar alguna de las preguntas que les causan angustia.
Por ejemplo, un pensamiento intrusivo sería: "Yo podría simplemente matar a Bill con este cuchillo para carne". A esto le sigue una interpretación catastrófica del pensamiento: "¿Cómo podría tener tal pensamiento? En el fondo, debo ser un psicópata." Esto podría llevar a una persona a navegar continuamente por la web, leer numerosos artículos sobre la definición de psicopatía. Este ritual que busca confirmación o seguridad, irónicamente, no proporciona una mayor aclaración y podría agravar la intensidad de la búsqueda de respuesta. Hay numerosos sesgos cognitivos correspondientes presentes, incluyendo la fusión pensamiento-acción, el exceso de importancia de los pensamientos y la necesidad de controlar los pensamientos.
A pesar de lo reales que puedan parecer los pensamientos intrusivos para una persona, ésta seguramente nunca llevará a cabo acciones relacionadas con estos pensamientos aunque se crean capaces de hacerlo. Una de las razones es que la persona en cuestión llegará a medidas extremas para evitar circunstancias que podrían desencadenar sus pensamientos intrusivos.
Este trastorno es particularmente fácil de pasar por alto por muchos médicos bien entrenados, ya que se parece mucho a los síntomas del trastorno de ansiedad generalizada (TAG) y no incluye comportamientos o compulsiones observables. El "éxito" se alcanza cuando el paciente se vuelve indiferente a la necesidad de responder a la pregunta. Aunque muchos médicos erróneamente tratarán de ofrecer tranquilidad y ayudar a su paciente a lograr una respuesta definitiva (lo cual es una consecuencia desafortunada de que los terapeutas traten el TOC principalmente obsesivo como si fuera trastorno de ansiedad generalizada), este método sólo contribuirá a aumentar la intensidad o la duración de las rumiaciones del paciente. Esto se debe a que las vías neuronales del cerebro con TOC intentarán encontrar maneras creativas de "engañar" a la persona para negar el consuelo o cualquier alivio temporal y perpetuará el ciclo de obsesiones.

## Problemas asociados
Problemas asociados encontrados con relativa frecuencia son trastorno depresivo mayor, fobia social, trastorno de pánico, trastorno de ansiedad generalizada, trastornos de alimentación, perturbaciones del sueño, desrealización, despersonalización, insomnio, tricotilomanía, tics y trastorno de personalidad obsesivo-compulsiva. Del 35% al 50% de las personas con Tourette presentan TOC, pero solo el 5-7% de los pacientes con TOC presentan el mencionado trastorno por tics. El 20-30% de los pacientes con TOC informan tics pasados o actuales. 
El trastorno depresivo mayor es el trastorno asociado más frecuente; del 23% al 38% de los pacientes con TOC Puro presentan algún trastorno depresivo y cerca del 70% lo han padecido en algún momento. La depresión puede preceder o seguir al comienzo del TOC Puro e incluso aparecer tras la eliminación de los síntomas obsesivo-compulsivos; algunas personas desarrollan síntomas obsesivo-compulsivos o TOC cuando están deprimidos. 
Por otra parte, cerca de la mitad de pacientes con TOC presentan rasgos de personalidad obsesivo-compulsiva [cita requerida]. Conviene remarcar que a pesar de la semejanza en el nombre entre el TOC y el trastorno de personalidad obsesivo-compulsiva, sus manifestaciones clínicas son bastante diferentes. El citado trastorno de personalidad no conlleva obsesiones o compulsiones y en cambio implica un patrón general de preocupación por el orden, el perfeccionismo y el control mental e interpersonal, a expensas de la flexibilidad, la espontaneidad y la eficiencia, que empieza al principio de la edad adulta y se da en diversos contextos, como lo indican cuatro o más de los siguientes ítems:
1. Preocupación por los detalles, las normas, las listas, el orden, la organización o los horarios, hasta el punto de perder de vista el objeto principal de la actividad.
2. Perfeccionismo que interfiere con la finalización de las tareas (p.ej., es incapaz de acabar un proyecto porque no cumple sus propias exigencias, que son demasiado estrictas).
3. Dedicación excesiva al trabajo y a la productividad con exclusión de las actividades de ocio y las amistades.
4. Excesiva terquedad, escrupulosidad e inflexibilidad en temas de moral, ética o valores (no atribuible a la identificación con la cultura o la religión).
5. Es reacio a delegar tareas o trabajo en otros, a no ser que éstos se sometan exactamente a su manera de hacer las cosas.
6. Incapacidad para tirar los objetos gastados o inútiles, incluso cuando no tienen un valor sentimental.
7. Adopta un estilo avaro en los gastos para él y para los demás; el dinero se considera algo que hay que acumular con vistas a catástrofes futuras.
8. Muestra rigidez y obstinación.